# راية حينا
راية راسم غازي حينا (ولدت في 26 نوفمبر 1995)، والمعروفة باسم راية حينا، هي لاعبة كرة قدم أردنية تلعب في مركز الهجوم لنادي شباب الأردن في الدوري الأردني، ولمنتخب الأردن.

## أهداف دولية
| الرقم | التاريخ       | الملعب                       | الخصم                    | الهدف | النتيجة | البطولة                           |
| ----- | ------------- | ---------------------------- | ------------------------ | ----- | ------- | --------------------------------- |
| 1.    | 7 يناير 2019  | ملعب المحرق، المحرق، البحرين | الإمارات العربية المتحدة | 2–1   | 4–1     | بطولة اتحاد غرب آسيا للسيدات 2019 |
| 2.    | 7 يناير 2019  | ملعب المحرق، المحرق، البحرين | الإمارات العربية المتحدة | 3–1   | 4–1     | بطولة اتحاد غرب آسيا للسيدات 2019 |
| 3.    | 11 يناير 2019 | ملعب المحرق، المحرق، البحرين | لبنان                    | 1–0   | 3–1     | بطولة اتحاد غرب آسيا للسيدات 2019 |
| 4.    | 13 يناير 2019 | ملعب المحرق، المحرق، البحرين | فلسطين                   | 2–0   | 3–0     | بطولة اتحاد غرب آسيا للسيدات 2019 |
| 5.    | 13 يناير 2019 | ملعب المحرق، المحرق، البحرين | فلسطين                   | 3–0   | 3–0     | بطولة اتحاد غرب آسيا للسيدات 2019 |